# Tannengrün (Farbe)
Tannengrün bezeichnet eine Farbe, die ein dunkles, fast ins Bläuliche gehendes Grün kennzeichnet, welches an die Unterseite von Tannennadeln erinnert.

## Farblehre
Die Farbe Tannengrün ist eine so genannte Tertiärfarbe (Mischung aus drei Grundfarben), die im RGB-Farbraum etwa den Wert RGB = (60, 73, 65) dezimal oder (3C, 49, 41) hexadezimal hat. In der RAL-Tafel hat sie die Nummer: RAL 6009.

## Verwendung
Von der Nachkriegszeit (spätestens ab 1953) bis zu Beginn der 1980er Jahre war Tannengrün die Farbgebung für Schienenfahrzeuge bei den Österreichischen Bundesbahnen. Elektro- und Diesellokomotiven sowie Gepäck-, Post- und Personenwagen trugen diesen Farbton und prägten damit das Erscheinungsbild der Österreichischen Eisenbahn in dieser Epoche nachhaltig.